# Pterygiella duclouxii
Pterygiella duclouxii là loài thực vật có hoa thuộc họ Cỏ chổi. Loài này được Franch. miêu tả khoa học đầu tiên năm 1900.